# Si tous les gars du monde
Si tous les gars du monde és una pel·lícula francesa dirigida per Christian-Jaque el 1956. Fou premiat amb el premi BAFTA de 1957, amb el premi Globus de Vidre al Festival Internacional de Cinema de Karlovy Vary de 1956, i amb el millor guió de pel·lícula estrangera al Festival Internacional de Cinema de Sant Sebastià 1956, així com el premi del Llorer Daurat del Festival de Cinema d'Edinburg.

## Sinopsi
El Lutèce, un vaixell de pesca de Concarneau que es troba enmig del mar del Nord, veu que els seus dotze mariners estan malalts l'un darrere l'altre després de menjar pernil en mal estat: estan infectats de botulisme. La ràdio a bord és fora de servei, el patró Le Guellec, abans de patir els efectes de la intoxicació, va tenir temps de llançar una crida d'auxili des d'un radiotransmissor d'ona curta. Un operador de ràdio aficionat capta l'avís, s'estableix una cadena d'ajuda mútua per enviar vacunes a l'embarcació en problemes mentre a bord s'enfronten els darrers pescadors sans: sota els ulls desolats d'un jove Benj, Jos acusa Mohammed, musulmà i l'únic que no ha menjat pernil, d'haver-lo enverinat. Tanmateix, la supervivència de la tripulació dependrà d'ells i hauran d'aprendre a fer pinys per mantenir llur patró i seguir les instruccions radiofòniques dels seus socorristes. Mentrestant, els aficionats a la ràdio de França i Alemanya, quan és mitja nit, han aconseguit la gesta d'enviar medicaments de París a Berlín: gràcies a la dedicació d'hostesses de vol que han transgredit la normativa, a soldats estatunidencs i soviètics que s'han aliat per travessar la frontera entre Berlín Oest i Berlín Est amb els medicaments. Aviat, els medicaments arriben a Noruega...

## Repartiment
- André Valmy: Capità Le Guellec, patró del Lutèce
- Jean Gaven: Jos, el segon del Lutèce
- Marc Cassot: Marcel, el marí del Lutèce
- Georges Poujouly: Benj, el grumet del Lutèce
- Doudou Babet: Mohammed, marí del Lutèce
- Pierre Goutas: Yann, marí del Lutèce
- Jean Daurand: Yves, marí del Lutèce
- Jacques Dhery: Alain, marí del Lutèce
- Pierre Latour: Guillaume, marí del Lutèce
- Henri Maïk: François, primer marí malalt del Lutèce
- Jacques Sablon: marí del Lutèce
- Claude Sylvain: Totoche
- Andrex: Lagarrigue, el mestre
- Yves Brainville: Doctor Jégou
- Jean Clarieux: Riri
- Mimo Billi: Alberto, radioaficionat de Togo
- Bernard Dhéran: Saint-Savin
- Hélène Perdrière: Christine Largeau
- Jean-Louis Trintignant: Jean-Louis Lavergne, radioaficionat de París
- Roger Dumas: Jean-Pierre, amic de Jean-Louis
- Margaret Rung: L'hostessa de vol polonesa
- Diana Bel: L'hostessa d'Air France
- Mathias Wieman: Karl Baumeister, radioaficionat de Múnic
- Gardy Granass: Herta Baumeister, la filla de Karl
- Peter Walker: Johnny, petit amic d'Herta
- Charles Jarrell: Mitch, l'amob de Johnny a la tore de control de Berlin-Tempelhof
- Constantin Nepo: El capità soviètic a Berlín Est
- Ebbe Moe: Olaf, navegant noruec
- Lt-Pilote Juillard: El pilot noruec
- Jacques Donot: Locutor de Concarneau
- Bernadette Lange: Mme Le Guellec
- Camille Fournier: La mare de Benj